# Psephophorus
Lo psefoforo (gen. Psephophorus) è un rettile estinto appartenente alle tartarughe. Visse tra l'Eocene medio e il Pliocene inferiore (circa 48 - 5 milioni di anni fa) e i suoi resti fossili sono stati ritrovati in Europa, Nordamerica, Africa, Antartide e Nuova Zelanda.

## Descrizione
Questo animale doveva essere molto simile all'attuale tartaruga liuto (Dermochelys coriacea), della quale è stato a lungo considerato il diretto antenato. Vi erano alcune differenze: il cranio era più corto e robusto, e in relazione al resto del corpo era più grande che in Dermochelys. Il carapace era completamente ricoperto da piccoli scudi, dotati di solchi. Gli scudi nella fila longitudinale più grande del carapace erano sprovvisti di carene. Questi scudi erano costituiti da un livello esterno compatto e da un livello interno costituito da tessuto osseo spugnoso. Le dimensioni di Psephophorus erano paragonabili a quelle dell'attuale tartaruga liuto, e alcuni esemplari potevano forse sfiorare i 3 metri di lunghezza.

## Classificazione
La prima descrizione di Psephophorus, sulla base di un frammento di carapace, avvenne nel 1847 da parte di Hermann von Meyer, che inizialmente identificò solo le piastre dermiche senza identificare l'animale. Nel 1879, Harry Govier Seeley studiò l'esemplare; in un primo momento ritenne che appartenesse a un animale affine agli armadilli. Solo successivamente, dopo l'esame di altri frammenti fossili, lo studioso concluse che l'esemplare era ascrivibile ai rettili, e in particolare ai cheloni. Seeley ipotizzò inoltre una stretta parentela con l'attuale Sphargis (ovvero Dermochelys). 

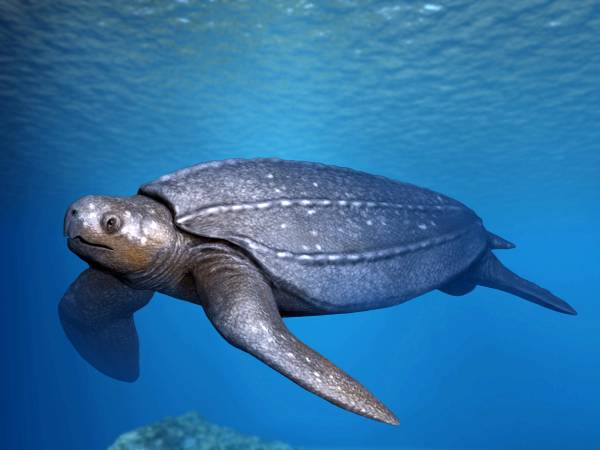
Ricostruzione di Psephophorus terrypratchetti

Per lungo tempo, si è ritenuto che le odierne tartarughe liuto fossero derivate direttamente da Psephophorus, in particolare dalla specie tipo P. polygonus. Un'analisi compiuta nel 1996 ha provato invece che Psephophorus era uno stretto parente, ma non un diretto antenato, della tartaruga liuto (Wood et al., 1996).

### Specie
Si conoscono numerose specie di Psephophorus, dall'ampia diffusione spazio-temporale; oltre alla specie tipo (P. polygonus), sono note P. pseudostracion, P. scaldii, P. calvertensis, P. oregonensis, P. californiensis, P. rupeliensis, P. eocaenus e P. terrypratchetti. Quest'ultima specie, proveniente dall'Eocene medio della Nuova Zelanda, è stata denominata così in onore di Terry Pratchett, uno scrittore che ha basato una serie di libri fantasy su un mondo trasportato sul dorso di una gigantesca tartaruga.